# Get Scared
Get Scared war eine im Jahr 2008 in Layton im US-Bundesstaat Utah gegründete Post-Hardcore-Band, die bei Fearless Records unter Vertrag stand.
Zu den Gründungsmitgliedern gehören Sänger Nicholas Matthews, Rhythmusgitarrist John Braddock – welcher zunächst als Leadgitarrist in der Band startete – und Schlagzeuger Jarren Wilcock. Nach mehreren Besetzungswechseln besteht die Gruppe heute aus Sänger Nicholas Matthews, Leadgitarrist John Braddock, Rhythmusgitarrist Adam Virostko, Bassist Bradley Iverson, sowie aus Schlagzeuger Daniel Juarez. Ehemalige Musiker sind Sänger Joel Faviere, die Bassisten Logan V. und RJ Meza, Schlagzeuger Warren Wilcock und TJ Bell, welcher die Gruppe zwischen 2011 und 2012 als Tourmusiker am Bass unterstützte. Bell spielte zudem bei Escape the Fate und Motionless in White.
Bisher brachte die Gruppe zwei EPs und vier Studioalben heraus. Das Debütalbum, Best Kind of Mess, erschien 2011 über die inzwischen aufgelöste Plattenfirma Universal Motown. Nach einem Wechsel zu Fearless Records wurde im Jahr 2013 mit Everyone’s Is Out to Get Me das Nachfolger-Album auf dem Markt gebracht. Es stieg auf Platz 172 in den US-Albumcharts ein.
Die Band tourte bisher mit Gruppen wie Aiden, Motionless in White, Escape the Fate, Alesana, Eyes Set to Kill, Dr. Acula und Vampires Everywhere!. 2014 absolvierte die Gruppe die komplette Warped Tour.

## Geschichte

### Gründung, erste Veröffentlichungen und Debütalbum
Die Gründungsmitglieder Nicholas Matthews, Johnny Braddock, Bradley Iverson und Warren Wilcock spielten vor der Gründung der Gruppe im Jahr 2008 in mehreren verschiedenen Bands. Wenige Monate nach der Bandgründung veröffentlichte die Gruppe im Jahr 2009 die EP Cheap Tricks and Theatrics in Eigenregie. Die darin enthaltene Singleauskopplung If Only She Knew Voodoo Like I Do entwickelte sich zu einem Erfolgshit im Internet, wodurch die Plattenfirma Universal Motown auf die Band aufmerksam wurde.
Im Sommer des Jahres 2010 war die Gruppe als Vorgruppe für Black Veil Brides auf der von Hot Topic ausgerichteten Ceremony Tour um für die Musik der Gruppe zu werben. Im Jahr 2011 erfolgte die Veröffentlichung des Debütalbums Best Kind of Mess, welches neu aufgenommene Versionen der Lieder If Only She Know Voodoo Like I Do und Setting Yourself Up for Sarcasm enthält, welche auf dem Album jedoch Voodoo und Sarcasm heißen. Danach tourte die Gruppe exzessiv durch Nordamerika. Erwähnenswert dabei waren der erste Teil der Dead Masquerade Tour als Vorgruppe von Escape the Fate und Motionless in White, die zwischen Januar und März 2011 stattfand, und eine Supporttournee für Aiden, Eyes Set to Kill und Vampires Everywhere! unmittelbar im Anschluss.

### Labelwechsel undEveryone’s Out to Get Me
Nachdem Universal Motown seine Pforten schließen musste, stand die Gruppe zunächst ohne Plattenfirma da. Auch Sänger Nicholas Matthews gab bekannt, die Gruppe zu verlassen, um weitere Karrieremöglichkeiten in der Musikindustrie auszuloten. So war die Gruppe gezwungen nach einem neuen Frontsänger zu suchen. Dieser konnte gefunden werden, blieb aber zunächst unbekannt. Erst ein paar Monate später wurde bekannt, dass Joel Faviere Matthews Rolle als Frontsänger übernahm.
Allerdings war Faviere nur auf der EP Build for Blame, Laced with Shame zu hören. Danach wurde er durch Nicholas Matthews ersetzt, der wieder in die Band aufgenommen wurde. Am 5. Juni 2013 wurde die Gruppe von Fearless Records unter Vertrag genommen. Am 21. Juni 2013 erschien das Lied At My Worst auf YouTube. Etwas später folgte die Veröffentlichung des Liedes For You. Am 18. September 2013 wurde bekanntgegeben, dass das neue Album Everyone’s Out to Get Me heißt und im November veröffentlicht werden soll. Am 11. November 2013 wurde das Album offiziell veröffentlicht. Es stieg auf Platz 172 in den US-Albumcharts ein.
Anfang 2014 coverte die Gruppe das Stück My Own Worst Enemy von Lit, welche auf der Punk Goes 90's Vol. 2 erschien. Den Sommer 2014 verbrachte die Band auf der kompletten Warped Tour.

## Diskografie

### EPs
- 2009: Cheap Tricks and Theatrics
- 2010: Get Scared
- 2012: Cheap Tricks and Theatrics: B-Sides
- 2012: Build for Blame, Laced with Shame

### Alben
- 2011: Best Kind of Mess (Universal Motown)
- 2013: Everyone’s Out to Get Me (Fearless Records)
- 2015: Demons (Fearless Records)
- 2019: The Dead Days (Fearless Records)

### Lieder
- 2012: Don’t You Dare Forget the Sun (US: Gold)[7]